# Handleyomys fuscatus
Handleyomys fuscatus is een zoogdier uit de familie van de Cricetidae. De wetenschappelijke naam van de soort werd voor het eerst geldig gepubliceerd door J.A. Allen in 1912.

## Voorkomen
De soort komt voor in Colombia.